# Giovanni Scher
Giovanni Scher (Capodistria, 21 ottobre 1915 – Trieste, 22 gennaio 1992) è stato un canottiere italiano, medaglia d'argento nella gara di quattro con nel Canottaggio ai Giochi olimpici di Los Angeles 1932.

## Biografia
Scher apparteneva alla società sportiva Libertas Capodistria, nata nel 1888, che tanti successi mieté negli anni 1920, e fu esponente del vasto movimento istriano che comprendeva anche altre società sportive, come la Pollino Isola d'Istria, messesi in luce in quegli anni.

## Palmarès
| Anno | Manifestazione  | Sede        | Evento      | Risultato |
| ---- | --------------- | ----------- | ----------- | --------- |
| 1932 | Giochi olimpici | Los Angeles | Quattro con | Argento   |